# Puskás Barnabás
Puskás Barnabás (Budapest, 1957–) grafikus.

## Életpályája
1976 és 1979 között animációval foglalkozott a Pannónia Filmstúdióban. 1984-ben végzett az Iparművészeti Főiskolán, mint reklámgrafikus. A Rubik Studióban kezdett dolgozni formatervezőként, azóta szabadfoglalkozású grafikus. A design valamennyi területén tevékenykedik: emblémákat tervez vállalatoknak, belső tereket alakít ki és az üzleti életben használatos tárgyakat tervez.